# Vincenzo Bettoni Cazzago

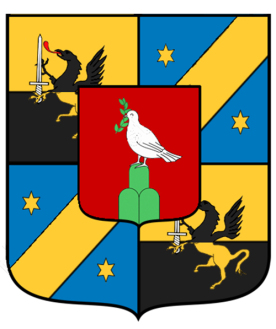
Stemma Bettoni

Vincenzo Bettoni conte Cazzago (Brescia, 19 luglio 1856 – Brescia, 3 marzo 1924) è stato un politico italiano, sindaco di Brescia tra il 1905 e il 1906 e deputato alla Camera tra il 1909 e il 1919.

## Biografia
Figlio del senatore Ludovico, intraprese la carriera diplomatica nel 1882 al termine degli studi universitari. Ottenne l'incarico di segretario di Costantino Nigra, quando questi soggiornò ad Atene e Londra, poi lo divenne per l'ambasciatore Greppi a San Pietroburgo e a Vienna. Nel 1891 fece parte della Commissione reale d'inchiesta sulla colonia Eritrea. Due anni dopo ricevette l'incarico di Ministro del Re a Lisbona, dove la sua attività venne apprezzata dalla monarchia locale che lo insignì della Commenda dell'Ordine dell'Immacolata Concezione di Vila Viçosa.
Nel 1895 decise di tornare a Brescia ed intraprese la carriera politica tra i liberali moderati nel momento in cui questi ultimi si apprestarono a vincere le elezioni comunali del 5 maggio in alleanza con i cattolici. Divenne consigliere comunale di maggioranza. Alle elezioni politiche dello stesso anno fu anche candidato per i liberal moderati al collegio di Brescia, ma venne sconfitto dal deputato uscente Massimo Bonardi.
Dopo la conferma dell'alleanza clerico-moderata alle elezioni comunali parziali del 9 luglio 1899, Bettoni Cazzago ottenne l'incarico di assessore nella Giunta guidata da Carlo Fisogni. Questa carica fu mantenuta fino alle elezioni parziali del 22 giugno 1902, quando la vittoria della compagine zanardelliana creò uno stallo in consiglio data la sostanziale parità di seggi fra i due blocchi. Fu necessario ritornare alle urne e l'alleanza dei clerico-moderati andò all'opposizione.
Essi rimasero all'opposizione per poco tempo: vinsero le elezioni comunali generali del 26 febbraio 1905 e Bettoni Cazzago fu eletto sindaco con 41 voti. La sua Giunta si contraddistinse per la volontà di municipalizzare le tranvie cittadine, a quel tempo gestite da una società privata refrattaria a modernizzare il sistema di trasporto. La proposta venne approvata dal consiglio all'unanimità e venne ratificata dall'elettorato con un referendum, tenutosi nel 1907.
Le elezioni parziali del 15 luglio 1906 videro una vittoria dell'alleanza tra zanardelliani, repubblicani e socialisti. Nonostante la sua giunta mantenesse la maggioranza del consiglio, Bettoni interpretò il risultato come una bocciatura di quanto aveva fatto e si dimise. I clerico-moderati decisero di non presenziare alle successive sedute consigliari, provocando lo scioglimento del consesso.
Nel 1905 fu eletto consigliere provinciale in rappresentanza del mandamento di Gargnano e vi rimase fino al 1920.
Alle elezioni politiche del 1909, si candidò per i liberali moderati nel collegio di Salò dove vinse agevolmente contro il radicale Scipione Borghese. Entrò quindi a far parte della XXIII Legislatura, appoggiando la linea politica della Destra di Sonnino e di Salandra. Alle politiche del 1913 venne confermato nello stesso collegio e, come deputato della XXIV Legislatura, operò a favore delle vittime di guerra collaborando al "Fascio parlamentare di difesa nazionale" con il cugino Federico.
Decise di non partecipare alle politiche del 1919 e si ritirò a vita privata. Morì il 3 marzo 1924, dopo una lunga malattia.